# Buková hora
Der Buková hora (deutsch Zinkenstein bzw. auch Buchberg) ist ein wenig markanter Berg im rechtselbischen Böhmischen Mittelgebirge in Tschechien. Der Berg ist die höchste Erhebung des Vierzehnbergrückens. Am Gipfel befindet sich der Fernsehturm Buková hora.

## Lage und Umgebung
Der Buková hora liegt 12 km südlich von Děčín und 15 km östlich von Ústí n.L. Er befindet sich westlich des Ortsteils Příbram der Stadt Verneřice (Wernstadt). Direkt am Fuß des Berges im Elbtal befinden sich die Gemeinden Těchlovice (Tichlowitz) und Malé Březno nad Labem (Kleinpriesen). Südlich im Hummelbachtal liegt der kleine Ortsteil Leština (Leschtina) und die Gemeinde Zubrnice (Saubernitz).
An seinem Südwesthang befanden sich einst die nach 1946 devastierten Dörfer Stará Homole (Althummel) und Vitín (Wittine), sowie südlich Velké Stínky (Großzinken) mit den Wohnplätzen Wokerdolen und Mauerschin.
Auf der östlichen Abdachung entspringt der Bobří potok (Bieberbach), welcher vor allem durch die Bobří soutěska (Bieberklamm) östlich von Verneřice bekannt ist. Im Westhang des Berges befindet sich die Eishöhle (Ledové jámy).
Östlich vom Gipfel steht seit 1962 der 223,4 m hohe Sendeturm des Fernsehsenders Nordböhmen, der für die Öffentlichkeit jedoch nicht zugängig ist. Unmittelbar daneben auf dem Bergrücken befindet sich die heute Děčínská bouda genannte, in alten Reiseführern als Blockhaus bezeichnete alte Tetschner Baude, die nach 1990 zeitweise wieder als öffentliches Gasthaus genutzt worden ist.

## Geschichte
Zu den berühmtesten Besuchern gehören sicher der frühe Weltreisende Alexander von Humboldt und Kaiser Joseph II., der am 14. Oktober 1778 den Berg bestieg.
1905 wurde das noch heute bestehende Blockhaus als Schutzhütte errichtet.

## Aussicht
Vom felsigen Gipfel, der Humboldtová vyhlídka (Humboldtaussicht) genannt wird, schweift der Blick vor allem westwärts über den engen Talkessel von Ústí nad Labem (Aussig) und weiter zu den Anhöhen des Osterzgebirges. Nach Osten ist ein Ausblick von der Terrasse der Děčínská bouda über die hügelige Landschaft des Verneřicke středohoří bis zum Lausitzer Gebirge möglich.

## Wege zum Gipfel
- Über den Berg führt die rechtselbische Hauptwanderroute des Böhmischen Mittelgebirges. Dieser rot markierte Wanderweg beginnt in Děčín und führt über den Vrabinec (Sperlingsstein) und Těchlovice zum Buková hora und weiter ins Museumsdorf Zubrnice.
- Ein weiterer, blau markierter Wanderweg beginnt am Bahnhof im Elbdorf Malé Březno und führt über Vitín zum Gipfel.
- An der Südflanke existiert seit einigen Jahren eine grün markierte Route, die insbesondere die devastierten Ansiedlungen berührt. Sie hat ihren Start- und Zielpunkt in Zubrnice.
- Die frühere, aussichtsreiche Hauptwanderroute von Levín (Lewin) über den Matrelík (Mathröllig) ist weiterhin ohne Wanderwegmarkierung begehbar. Dort wurde im Jahr 2003 auf Zimmers Beule bei Náčkovice (Naschowitz) ein Aussichtsturm (Víťova rozhledna) errichtet.